# Кастел Маджоре
Кастел Маджоре (на италиански: Castel Maggiore) е град и община в Северна Италия. Градът е разположен в провинция Болоня на регион Емилия-Романя, на около 10 км на север от град Болоня. Има жп гара по линията Болоня-Ферара. Населението му е 16 873 души (2008).

## Личности
Родени
- Алесандро Дзанарди (р. 1966), автомобилен пилот